# Steinar Raknes
Steinar Raknes, född 22 mars 1975 i Midsund i Møre og Romsdal fylke, är en norsk jazzkontrabasist.
Steinar Raknes började spela kontrabas vid 15 års ålder och utbildade sig vid musikskolan i Kristiansund, på Sund Folkehøgskole och 1995–1998 på jazzlinjen på Institutt for musikk vid Norges teknisk-naturvitenskapelige universitet i Trondheim.
Han har spelat i Trondheim Jazzorkester, i kvartetten Bouncetones och den egna Steinar Raknes Quartet. Han uppträder också med jojkerskan Inga Juuso i duon Skáidi. 
Steinar Raknes är bror till vokalisten Eldbjørg Raknes.

## Diskografi i urval
- Urban Connection - Urban Connection  2001
- Urban Connection - French Only  2002
- Skáidi - Where the Rivers Meet, DAT, 2007
- Steinar Raknes Quartet - Tangos, ballads & more, Park Grammofon, 2008

## Filmmusik
- 2013 – Jojk – Juoigan